# Cuphea sperguloides
Cuphea sperguloides är en fackelblomsväxtart som beskrevs av St.-hil.. Cuphea sperguloides ingår i släktet blossblommor, och familjen fackelblomsväxter. Inga underarter finns listade i Catalogue of Life.